# Еберхард фон Бибург
Еберхард фон Бибург (на немски: Eberhard von Biburg, Eberhard von Sittling und Biburg, Eberhard I. von Salzburg; * ок. 1085, Зитлинг, днес в Нойщат ан дер Донау; † 22 юни 1164, цистерцианския манастир Рейн, Щирия) е прочут архиепископ на Залцбург (1147 – 1164). Още като жив е почитан като Светия.

## Живот
Произлиза от благородническия род на фрайхерен фон Зитлинг и Бибург. Чрез майка си Берта фон Ратценхофен той е роднина с архиепископа на Залцбург Конрад I Вителсбах и с геген-епископа на Залцбург Бертхолд фон Мозбург.
Еберхард учи първо в катедралното училище в Бамберг, след това следва много успешно в Париж. Става първо щифтшер в Бамберг. През 1125 г. е монах в бенедиктинския манастир Прюфенинг при Регенсбург, през 1131 г. той е приор и 1138 г. абат в манастир Бибург. Помазан е за абат лично от папа Инокентий II.
През 1147 г. 60-годишният Еберхард е избран за архиепископ на Залцбург. Той умее да говори и е способен дипломат. Той е на страната на папа Александър III. Като стар вече Еберхард пътува до Щирия, където замък Лайбнитц е обсаден от маркграф Отокар III и с преговори го освобождава. На връщане умира в цистерцианския манастир Рейн. Погребан е в катедралата на Залцбург.